# Вий (боевой модуль)
«Вий» (укр. «Вій») — это дистанционно управляемый башенный боевой модуль украинского производства.

## История
Боевой модуль «Вий» был разработан частной компанией «Westan Group Associates Ltd.» и впервые представлен 22 сентября 2015 года на проходившей в Киеве выставке вооружения «Зброя та безпека-2015».
В апреле 2016 года при участии специалистов Киевского бронетанкового завода были проведены контрольные стрельбы из модуля "Вий", установленного на бронемашину "Дозор-Б".
29 августа 2016 года государственный концерн «Укроборонпром» представил новый вариант боевого модуля «Вий». Как сообщили представители Киевского бронетанкового завода, установленный на бронемашину "Дозор-Б" модуль изготовлен в одном экземпляре и проходит испытания. 12 сентября 2016 года инженер-конструктор КБТЗ А. Полехин сообщил в интервью, что достаточная точность и кучность стрельбы обеспечены, но испытания нового варианта модуля ещё не завершены и по их результатам в конструкцию модуля могут быть внесены дополнительные изменения.

## Описание
Боевой модуль "Вий" разработан для установки на лёгкие бронированные машины и предназначен для уничтожения живой силы, автомашин, лёгкой и средней бронетехники, огневых точек и воздушных целей (находящихся на высотах до 1000 метров).
Основой конструкции модуля является люк командира танка Т-64, который оборудован приводами вертикального и горизонтального наведения, кронштейном для установки люльки орудия, электрооборудованием и иными необходимыми механизмами.
Основным вооружением модуля является дистанционно управляемая 23-мм двуствольная автоматическая пушка ГШ-23Л советского производства, которая имеет дальность стрельбы около 2000 м и скорострельность 3400 выстрелов в минуту.
Боекомплект составляет 250 выстрелов, он размещён в патронном магазине коробчатого типа с тыльной стороны боевого модуля. Для сбора стреляных гильз и звеньев патронной ленты на модуле установлен гильзосборник.
Для управления огнем на модуле установлен оптико-телевизионный прицел ОТС-20.01, разработанный НИИ «Квант». Также установлен оптический монокулярный перископический зенитный прицел ПЗУ-5, который выполняет роль резервной системы прицеливания и наведения.
Прицел ОТС-20.01 обеспечивает возможность распознавания боевой техники на расстоянии до 4000 м днём и до 1100 м в ночное время.
Предусмотрена возможность установки на модуль дополнительного вооружения (7,62-мм пулемёта ПКТ или его аналога КТ-7,62) и оборудования (дальномера, тепловизора и др.).
Управление модулем осуществляется с пульта, который может быть размещён в боевом отделении бронемашины или на расстоянии до 50 метров от места установки боевого модуля.

## Варианты и модификации
- «Вий» - базовый вариант, предложенный для вооружённых сил Украины[7].
- «Тайпан» - экспортный вариант, предложенный для вооружённых сил Азербайджана и впервые представленный ГК «Спецтехноэкспорт» 28 сентября 2016 года на проходившей в Баку оружейной выставке «ADEX-2016». Бронезащита башни усилена, стволы пушек для защиты от механических повреждений закрыты перфорированным кожухом, в результате масса модуля увеличилась до 350 кг. Предусмотрена возможность замены вооружения (вместо 23-мм авиапушки может быть установлен 30-мм автоматический гранатомёт, 12,7-мм пулемёт или 7,62-мм пулемёт). Модуль может быть установлен на бронетехнике или использоваться самостоятельно (в этом случае время автономной работы составляет 3 часа)[8]. 11 октября 2016 года на проходившей в Киеве выставке вооружения «Зброя та безпека-2016» был представлен боевой модуль «Тайпан», установленный на бронемашину «Барс-8»[9].